# Paradexamine fraudatrix
Paradexamine fraudatrix is een vlokreeftensoort uit de familie van de Dexaminidae. De wetenschappelijke naam van de soort is voor het eerst geldig gepubliceerd in 1976 door Nina Liverjevna Tzvetkova.